# Расторф
Расторф (нім. Rastorf) — громада в Німеччині, розташована в землі Шлезвіг-Гольштейн. Входить до складу району Плен. Складова частина об'єднання громад Прец-Ланд.
Площа — 20,02 км2. Населення становить 797 ос. (станом на 31 грудня 2020).

## Галерея

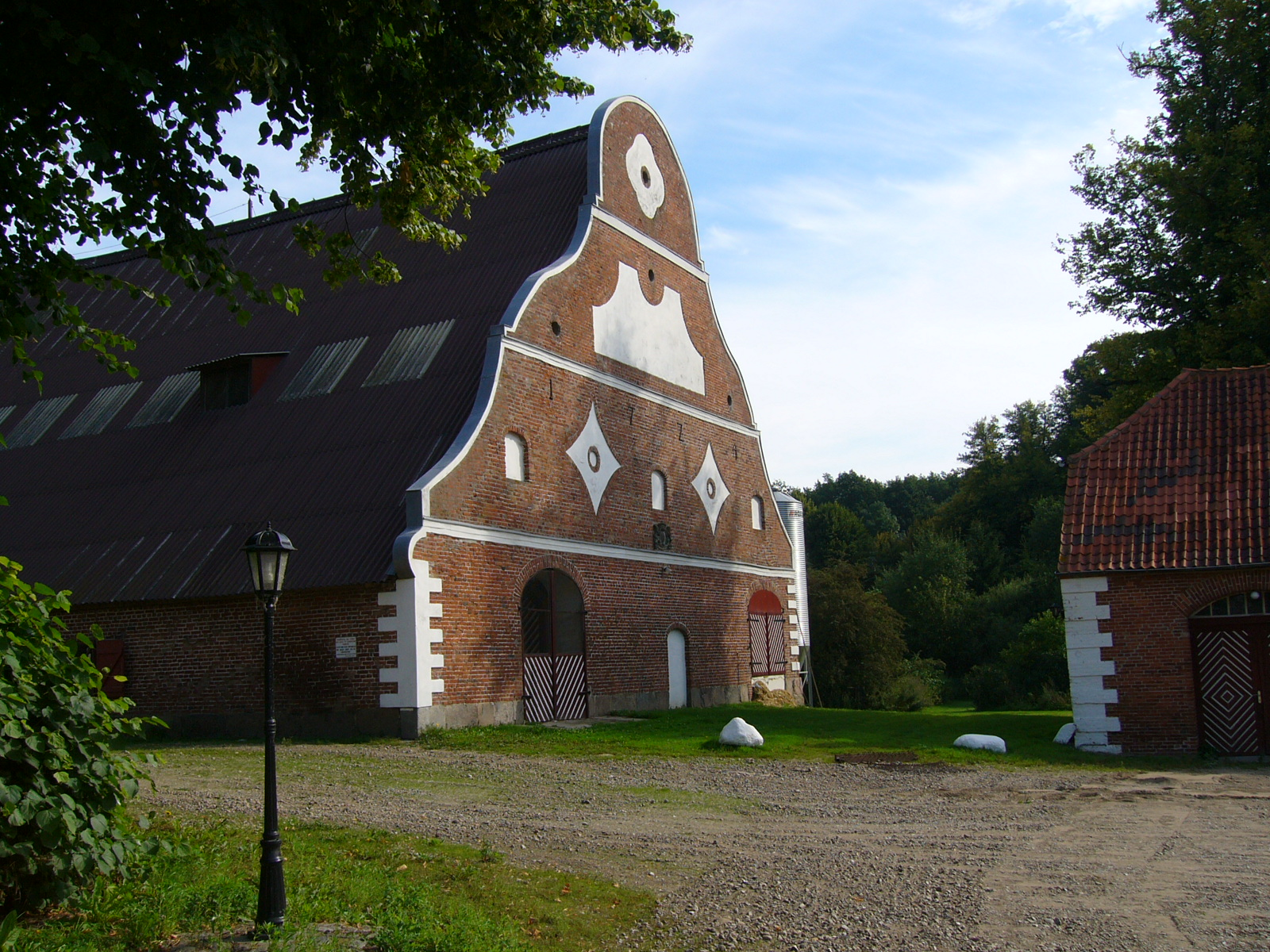
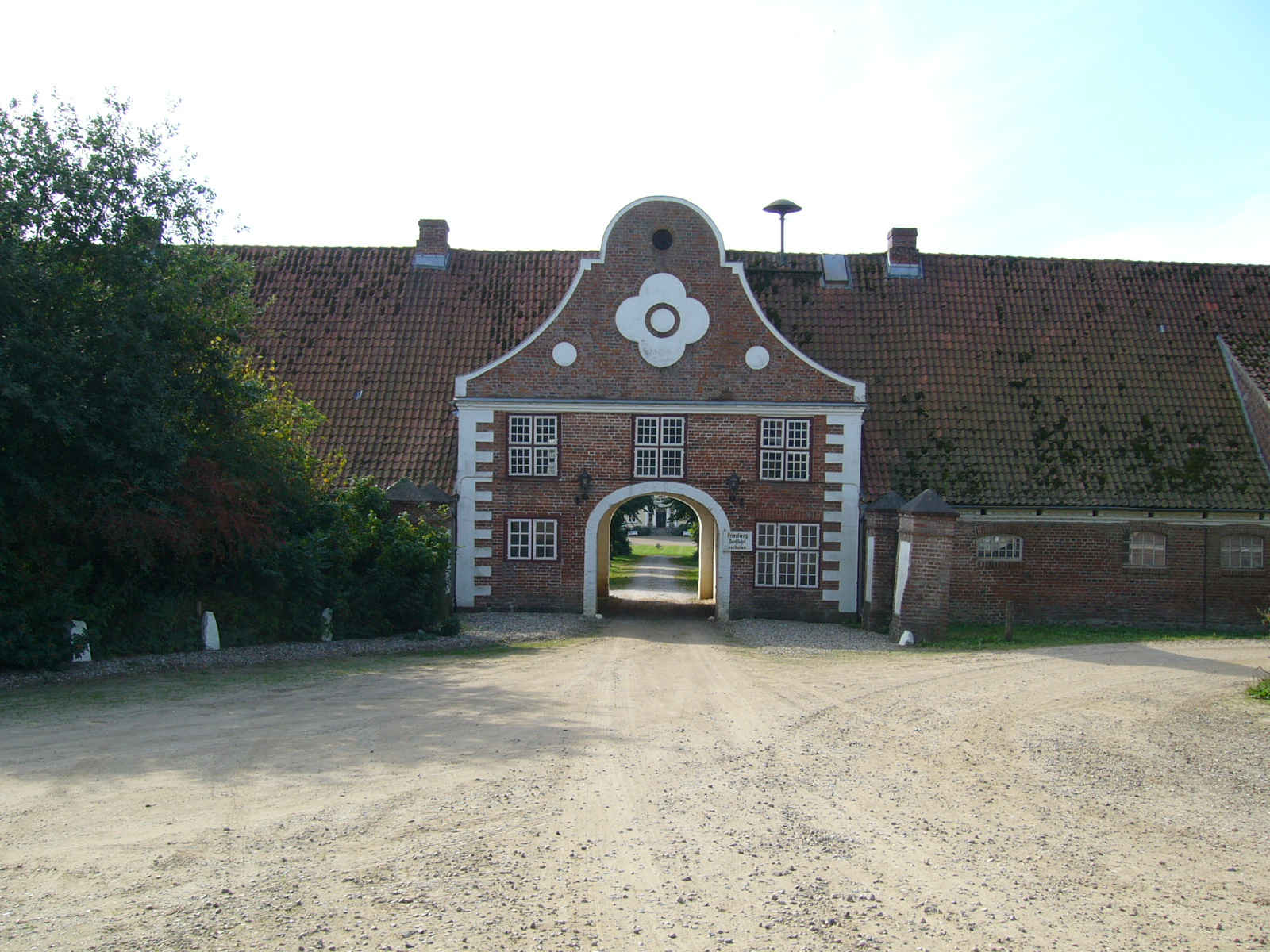